# Mourgliana
Mourgliana is een kevergeslacht uit de familie van de boktorren (Cerambycidae). De wetenschappelijke naam van het geslacht werd voor het eerst geldig gepubliceerd in 1993 door Holzschuh.

## Soorten
Mourgliana omvat de volgende soorten:
- Mourgliana mollina Holzschuh, 2006
- Mourgliana vanharteni Sama, 2006
- Mourgliana conspicua Holzschuh, 1993